# Henry Shelton
Henry Hugh Shelton (ur. 2 stycznia 1942 w Tarboro w stanie Karolina Północna) – generał armii amerykańskiej, uczestnik wojny wietnamskiej i I wojny w Zatoce Perskiej, Przewodniczący Kolegium Połączonych Szefów Sztabów (1997–2001).

## Życiorys

### Początek służby wojskowej
Od listopada do kwietnia 1963 był dowódcą plutonu w kompanii 1. batalionu 38 Pułku Piechoty 2 Dywizji Piechoty w Forcie Hood w stanie Teksas. Następnie został przeniesiony do Fortu Benning w stanie Georgia, gdzie od kwietnia do czerwca 1964 odbył szkolenie w jednostkach US Army Rangers. Od czerwca 1964 do lipca 1965 służył w Forcie Benning jako dowódca plutonu kompanii D w 1. batalionie 5 Pułku Kawalerii 1 Dywizji Kawalerii. 19 września 1964 został mianowany na stopień podporucznika, a 7 stycznia 1965 na stopień porucznika. Od lipca 1965 do września 1966 pozostawał poza czynną służbą w US Army Reserve.

### Wojna wietnamska
Od września 1966 do lipca 1967, podczas II wojny indochińskiej, służył w Wietnamie jako dowódca plutonu Oddziału B-52 w 5. Grupie Sił Specjalnych US Army Special Forces. 19 marca 1967 został awansowany do stopnia kapitana. Od lipca do grudnia 1967 dowodził Oddziałem A-104 kompanii C w 5. Grupie Sił Specjalnych US Army Pacific.
W marcu 1968 powrócił do USA, gdzie służył w 11. batalionie 3 Brygady Szkoleniowej w Forcie Jackson w stanie Karolina Południowa. Następnie do grudnia 1968 służył jako oficer logistyki w Sztabie Brygady.
Od stycznia 1969 do stycznia 1970 ponownie służył w Wietnamie, tym razem w 173 Brygadzie Powietrznodesantowej, początkowo jako oficer wywiadu, a następnie jako dowódca kompanii C i oficer operacyjny 4. batalionu w 503 Pułku Piechoty.

### Dalsza służba
Od marca do listopada 1970 odbył zaawansowany kurs dla oficerów piechoty w Szkole Piechoty US Army w Forcie Benning. Do lipca 1972 był zatrudniony jako instruktor, a następnie oficer operacyjny w Wydziale Ranger tej uczelni.
Był członkiem Pershing Rifles – organizacji studenckiej założonej przez gen. Johna Pershinga na Uniwersytecie Stanowym w Karolinie Północnej. Od sierpnia 1972 do czerwca 1973 studiował w Air Command and Staff College na terenie bazy wojskowej Maxwell Air Force w stanie Alabama. Edukację kontynuował na Auburn University, gdzie w 1973 uzyskał tytuł magistra nauk politycznych.
Od lipca 1973 do lipca 1975 służył w Schofield Barracks na Hawajach jako oficer personalny, a następnie oficer operacyjny w 2 Brygadzie 25 Dywizji Piechoty. 7 lutego 1974 został awansowany na stopień majora. W lipcu 1975 został przeniesiony do Sztabu Dywizji, gdzie służył do czerwca 1976 jako zastępca szefa działu kadr oficerskich. Następnie objął dowództwo wojsk 1. batalionu w 14. Pułku Piechoty 2 Brygady 25 Dywizji Piechoty, które sprawował do czerwca 1977.
W czerwcu 1977 powrócił z Hawajów i do kwietnia 1979 służył początkowo w dziale uzbrojenia, a następnie w Wydziale Kadr US Army w Alexandrii w stanie Wirginia. 6 listopada 1978 został awansowany na stopień podpułkownika. Następnie został przeniesiony do Fortu Lewis w stanie Waszyngton, gdzie służył od kwietnia 1979 do czerwca 1981 jako dowódca 3. batalionu 60. Pułku Piechoty w 2 Brygadzie 9 Dywizji Piechoty. W czerwcu 1981 został przeniesiony do Sztabu Dywizji, gdzie służył do końca czerwca 1982 jako zastępca szefa sztabu ds. operacyjnych.
Od czerwca 1982 do czerwca 1983 studiował w National War College w Forcie McNair w Waszyngtonie. Od czerwca do października 1983 był przewodniczącym komisji śledczej w Biurze Personalnym zastępcy szefa Sztabu US Army. 1 października 1983 został awansowany do stopnia pułkownika i objął dowództwo 1 Brygady 82 Dywizji Powietrznodesantowej w Forcie Bragg w Karolinie Północnej, które piastował do października 1985. Następnie został przeniesiony do Fortu Drum w stanie Nowy Jork, gdzie służył do lipca 1987 jako szef Sztabu 10 Dywizji Górskiej. Od lipca 1987 do czerwca 1988 ponownie służył w Waszyngtonie, tym razem na stanowisku zastępcy dyrektora operacyjnego National Military Command Center, a od czerwca 1988 do lipca 1989 był odpowiedzialny za bieżące operacje wojskowe.

### W służbie jako generał

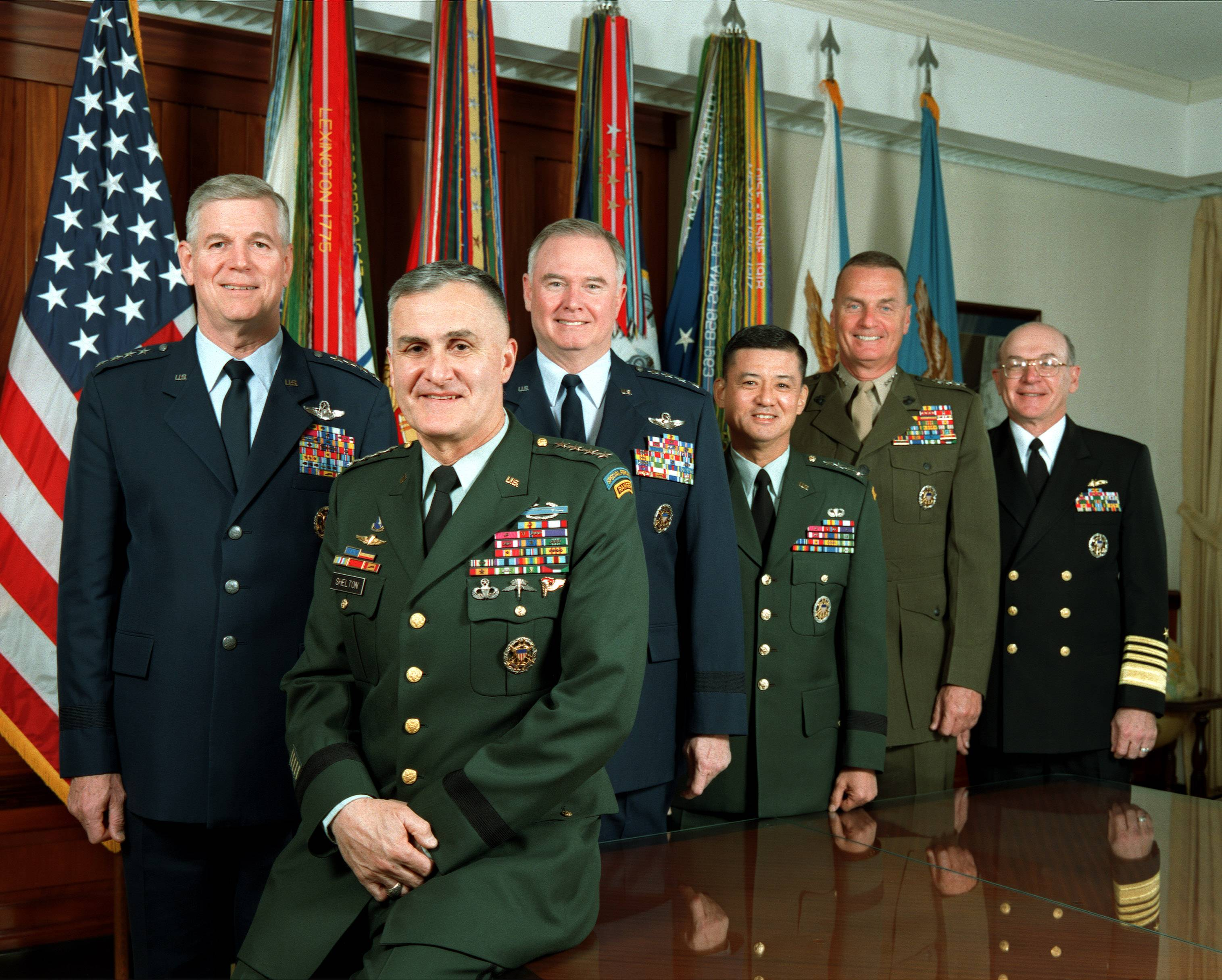
Kolegium Połączonych Szefów Sztabów w „Złotym pokoju” w Pentagonie, 11 stycznia 2001; od lewej: gen. Richard B. Myers – wiceprzewodniczący, gen. Henry Hugh Shelton – przewodniczący, gen. Michael E. Ryan – US Air Force, gen. Eric K. Shinseki – US Army, gen. James L. Jones – US Marine Corps, adm. Vernon E. Clark – US Navy

1 sierpnia 1988 został awansowany na stopień generała brygady. Od lipca 1989 do maja 1991 pracował jako asystent dowódcy 101 Dywizji Powietrznodesantowej w Forcie Campbell w stanie Kentucky – gen. mjr. Jamesa H.B. Peaya III.
Od sierpnia 1990 do marca 1991 walczył w Arabii Saudyjskiej podczas I wojny w Zatoce Perskiej. Od maja 1991 do maja 1993 dowodził 82 Dywizją Powietrznodesantową. 1 października 1991 został awansowany na stopień generała majora. 7 czerwca 1993 otrzymał nominację na generała porucznika i do lutego 1996 dowodził XVIII Korpusem Powietrznodesantowym.
Od września do października 1994 uczestniczył w przygotowaniach wspólnej grupy zadaniowej przeznaczonej do operacji Uphold Democracy na Haiti.
29 lutego 1996 objął dowództwo US Special Operations Command (SOCOM) w Bazie Sił Powietrznych USA MacDill na Florydzie, które sprawował do 25 września 1997. 7 marca 1996 został mianowany generałem.
Po przejściu na emeryturę Johna M. Shalikashvilego, 1 października 1997 został zaprzysiężony jako 15. przewodniczący Kolegium Szefów Połączonych Sztabów. Był pierwszym w historii przewodniczącym pochodzącym z sił specjalnych, a drugim – po Colinie Powellu – absolwentem Korpusu Szkolenia Oficerów Rezerwy na tym stanowisku. Za jego kadencji Siły Zbrojne USA były zaangażowane w wiele operacji na całym świecie, m.in. w wojnę w Kosowie.
W czasie wydarzeń z 11 września 2001 gen. Henry Hugh Shelton był na pokładzie samolotu lecącego do Londynu. Jego obowiązki przejął dotychczasowy wiceprzewodniczący – gen. Richard B. Myers z US Air Force, który 1 października 2001 został jego następcą.
16 stycznia 2002 - w uznaniu jego zasług, jako dowódcy w koordynowaniu planowania, strategii i realizacji działań bojowych Stanów Zjednoczonych i NATO oraz jego nieocenionego wkładu dla Stanów Zjednoczonych, a także za przyczynienie się do pomyślnego powrotu pokoju na Bałkanach, w czasie gdy był przewodniczącym Połączonych Szefów Sztabów - został uhonorowany Złotym Medalem Kongresu (Congressional Gold Medal) - jednym z najwyższych odznaczeń cywilnych w Stanach Zjednoczonych.
Od 1963 jest żonaty z Carolyn L. Johnson, z którą mają trzech synów.

## Awanse
- podporucznik US Army – 19 września 1964
- porucznik US Army – 7 stycznia 1965
- kapitan US Army – 19 marca 1967
- major US Army – 7 lutego 1974
- podpułkownik US Army – 6 listopada 1978
- pułkownik US Army – 1 października 1983
- generał brygadier US Army – 1 sierpnia 1988
- generał major US Army – 1 października 1991
- generał porucznik US Army – 7 czerwca 1993
- generał – 7 marca 1996

## Odznaczenia
- Combat Infantry Badge
- Master Parachutist Badge
- Special Forces Tab
- Ranger Tab
- Military Free Fall Parachute Badge
- Air Assault Badge
- Pathfinder Badge
- Office of the Joint Chiefs of Staff Identification Badge
- Defense Distinguished Service Medal – czterokrotnie
- Distinguished Service Medal – trzykrotnie
- Legia Zasługi (Legion of Merit) – dwukrotnie
- Brązowa Gwiazda (Bronze Star) – czterokrotnie
- Purpurowe Serce (Purple Hart)
- Medal za Chwalebną Służbę (Meritorious Service Medal) – trzykrotnie
- Medal Lotniczy (Air Medal)
- Medal Pochwalny (Army Commendation Medal) – czterokrotnie
- National Defense Service Medal – dwukrotnie
- Armed Forces Expeditionary Medal
- Vietnam Service Medal – pięciokrotnie
- Southwest Asia Service Medal – trzykrotnie
- Army Service Ribbon
- Army Overseas Service Ribbon
- Vietnam Gallantry Cross
- Vietnam Campaign Medal
- Presidential Unit Citation
- US Navy Presidential Unit Citation
- Joint Meritorious Unit Award
- Meritorious Unit Commendation
- Vietnam Gallantry Cross Unit Citation
- Medal Wyzwolenia Kuwejtu – Arabia Saudyjska
- Medal Wyzwolenia Kuwejtu – Kuwejt
- Odznaka Spadochronowa – Niemcy
- Krzyż Komandorski z Gwiazdą Orderu Zasługi RP – 1999, Polska[2][3]
- Knight Commander Orderu Imperium Brytyjskiego – 2001, Wielka Brytania